# Friedrich Maurer (Maler)
Christian Friedrich Maurer (* 6. Mai 1812 in Ludwigsburg; † 26. Mai 1906 in München) war ein deutscher Kunstmaler der Münchner Schule (Bildende Kunst) und Kunsthändler.

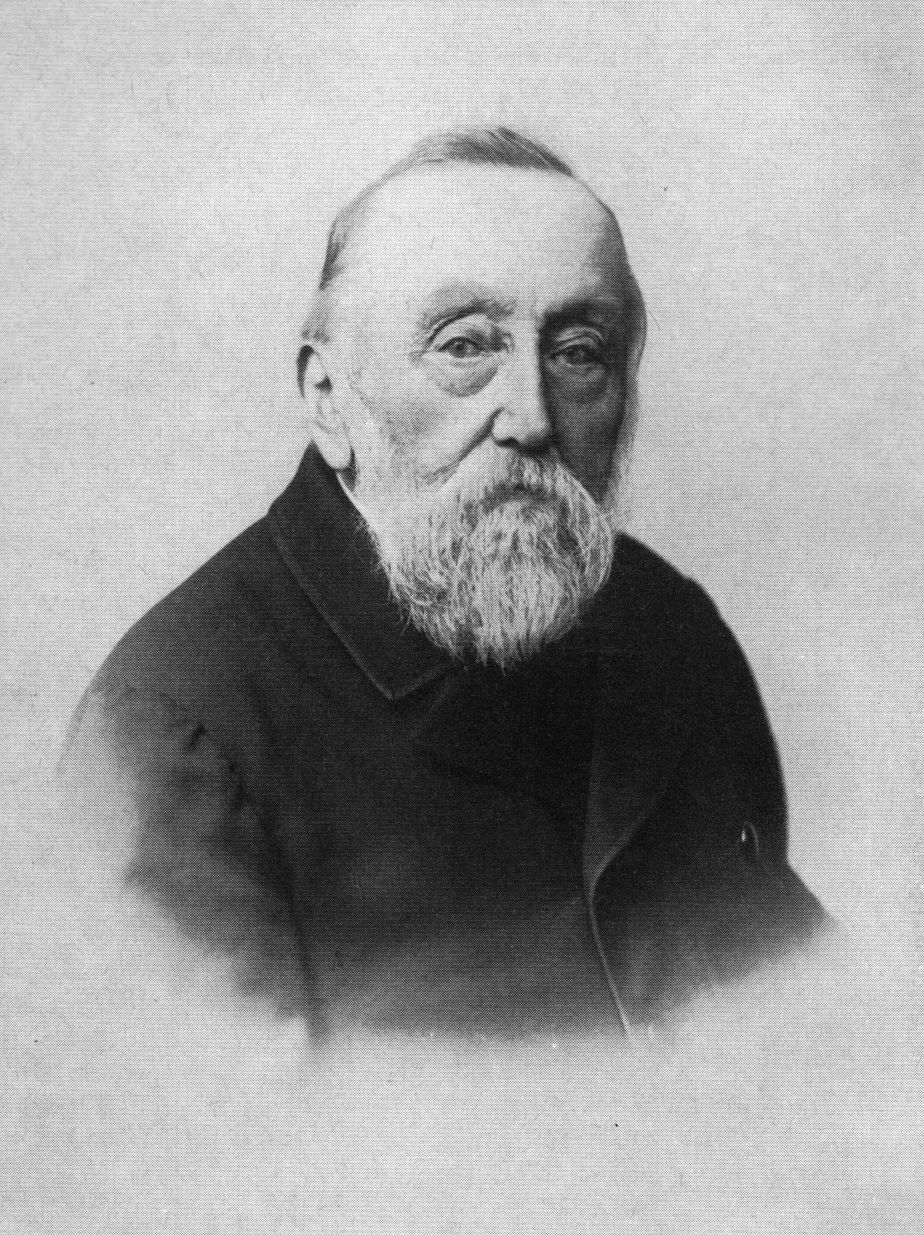
Friedrich Maurer im Alter von 82 Jahren (1894)

## Leben
Nach der Auswanderung seines Vaters Christian Friedrich Maurer (Küferhandwerker) nach Amerika (1818) wächst Friedrich Maurer bei seiner alleinerziehenden Mutter Katharina Gottliebin in einem großen Elend auf. Im Alter von 11 Jahren nimmt er sein Schicksal selbst in die Hand und geht mit einem Bittgesuch zum König Wilhelm I von Württemberg Daraufhin kommt er 1823 als Zögling in die „Wohltätigkeitsanstalt“ in Hohenheim (heute Hochschule Hohenheim). Nach einer Lehre zum Maler und Gipser in Ludwigsburg (1827) und Wanderschaft als Malergeselle nach Hamburg und Berlin begründete er ein Maler- und Gipsergeschäft in Stuttgart. Daneben betrieb er einen Kunsthandel, der in kürzester Zeit zu einem der ersten und angesehensten Kunsthändler in Stuttgart machte. In den Jahren 1848/49 lebte er in Stuttgart und München. 1874 siedelte er endgültig nach München um, wo er in der Schwanthaler Strasse 35 einen Kunsthandel betrieb. Er betätigte sich als Kunstmaler und Restaurator.
In der Brannenburger Künstlerkolonie arbeitete er künstlerisch mit Künstlern seiner Zeit zusammen, insbesondere mit Friedrich Voltz. Dort wirkte auch Wilhelm Busch in seiner Münchener Studentenzeit. Er gehörte zu den sogenannten Inntalmalern.
Am 10. August 1847 hat er von seiner ersten Kunstreise „ins Bayrische Gebirge“ nach Brannenburg seiner Frau die Verse zukommen lassen, aus denen die persönlich geistige Schöpfung seiner Werke verständlicher wird:

„Ach: so glücklich auf den Matten - Ruht sich aus vom Stadtgewühl. Fort mit euren breiten Straßen, Alles ist nur eitles Spiel. Auf des Berges grünen Auen - Springt die Gemse leicht dahin - Und das Blut fließt rascher - nach dem Herzen hin. Und ich liebe Dich aufs neue, Führ Dich einst in dieses Zauberreich. Wärst Du bei mir, ach wie gerne - Schlöß ich auf mein Hüttchen gleich.“

## Familie
Sohn von Christian Friedrich Maurer (Küferhandwerker) und Catharina Gottliebin geb. Höllwarth.
Am 23. November 1837 heiratet er Caroline Friederike Maurer, geb. Schwarz.
Von seinen sieben Kindern tritt sein ältester Sohn Carl Friedrich Julius Maurer (* 1828) als Kunstmaler und Kunsthändler in München seine Fußstapfen. Die Kinder Christian Wilhelm Maurer (* 1841), Julie Caroline Maria Maurer (* 1846) und Karoline Christiane Elise (* 1852) sterben im Kindesalter. Seine weiteren Kinder sind Carl Louis Wilhelm Maurer (* 1843) und Marie Magdalena Pauline Julie Maurer (* 1849) und Carl Friedrich Louis Julius Maurer (* 1855).

## Grabstätte
Die Grabstätte von Friedrich Maurer befindet sich auf dem Alten Nordfriedhof in München (Sektion 8, Reihe 13, Grab-Nr. 22–23).

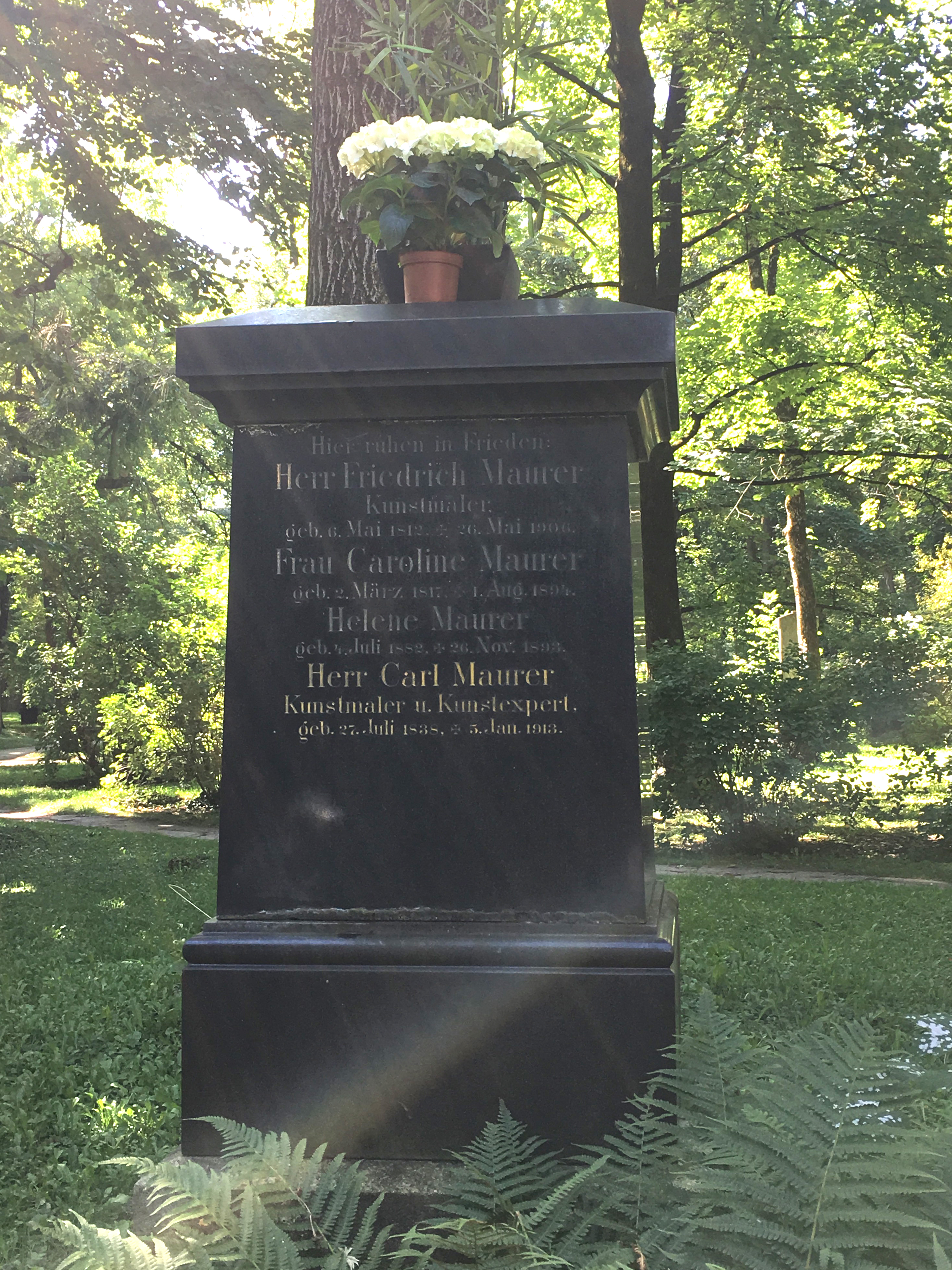
Grabstätte Friedrich Maurer und Familie

## Werke (Auswahl)

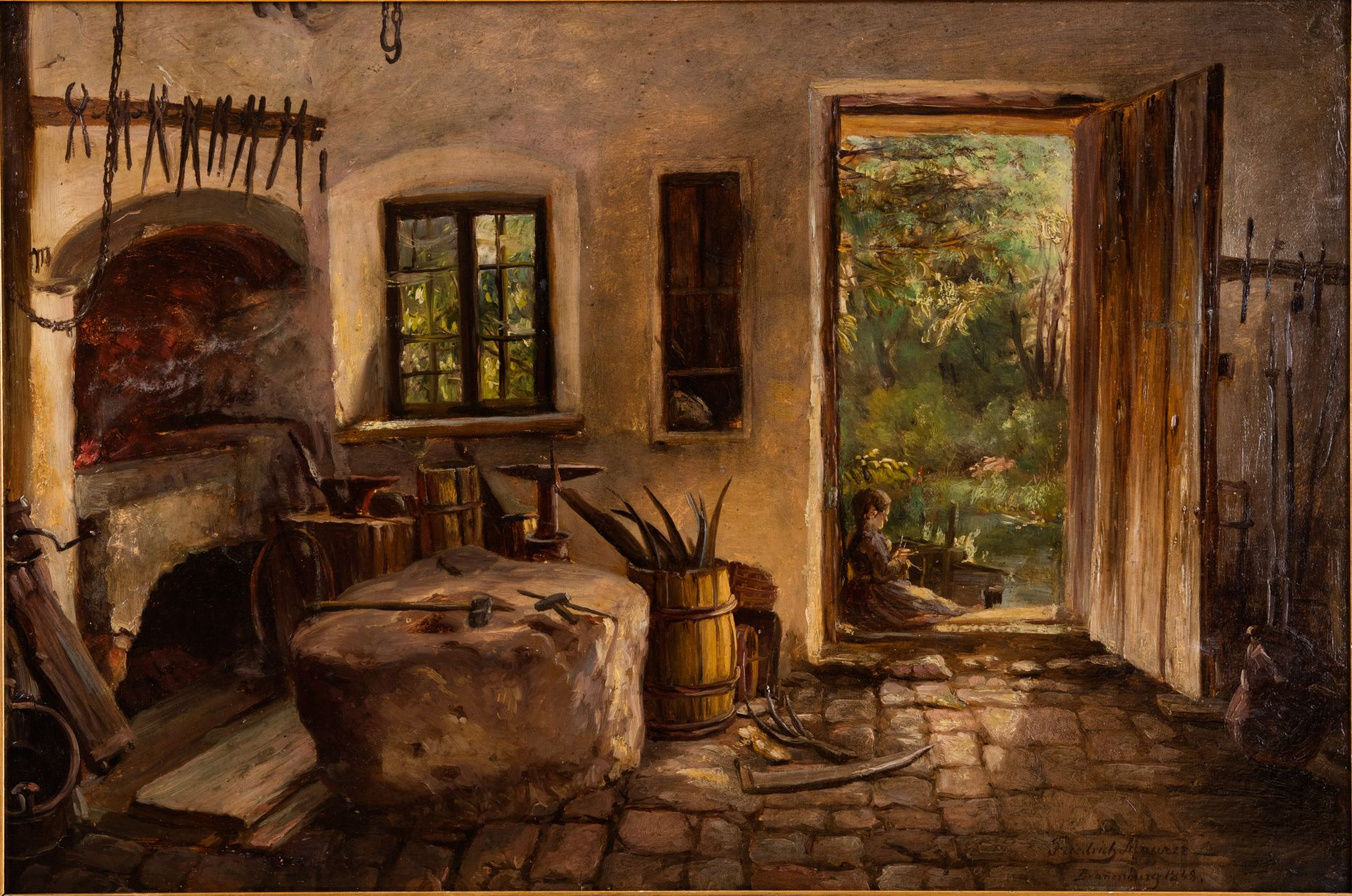
Gemälde von Friedrich Maurer – Brannenburg Schmiede 1848

- 1840 Mühle in Oberaudorf im Inntal[2]
- 1847 „Heute Mittag fahre ich mit einem Stellwagen nach Brannenburg“ – Hof in Brannenburg (Oberbayern)[3]
- Bauernhaus im Gebirgstal[4]